# Philippe de Rothschild
Baron Philippe de Rothschild (z dirkaškim psevdonimom »Georges Philippe«, tudi »Philippe«), francoski dirkač, scenarist, gledališki producent, filmski producent, pesnik in vinar, * 13. april 1902, Pariz, Francija, † 20. januar 1988, Francija.
Philippe de Rothschild se je rodil  13. aprila 1902 v Parizu. Resneje se je z dirkanjem začel ukvarjati v sezoni 1928, prvič je dirkal na manjši dirki Pariz-Nica s sposojenim dirkalnikom Hispano-Suiza. Po nakupu dirkalnika Bugatti T37 je za zaščito dobrega imena družine dirkal pod psevdonimom »Georges Philippe«, pod katerim je prvič nastopil na dirki za Veliko nagrado Bugattija, dirki le za dirkače Bugattija. 
Za sezono 1929 je naročil dirkalnik Bugatti T35C, nad katerim je bil tako navdušen, da je naročil še dva. Na svoji prvi pomembnejši dirki za Veliko nagrado Antibesa je v dobri konkurenci, dirkala sta tudi renomirana Rene Dreyfus in Philippe Etancelin, vodil do odstopa v 36-em krogu. Dva tedna kasneje je na premierni dirki za Veliko nagrado Monaka opozoril nase s četrtim mestom. Na dirki za Veliko nagrado Burgundije pa je dosegel svojo edino zmago na dirkah za Veliko nagrado. Na dirki za 24 ur Le Mansa je v paru z Guyem Bouriatom zasedel peto mesto, nato pa je nastopil na najpomembnejši dirki sezone za Veliko nagrado Francije, kjer je dolgo držal solidno šesto mesto, nekaj krogov pred ciljem pa je odstopil zaradi okvare dirkalnika. S tretjim Rothschildovim dirkalnikom je večkrat dirkala eksotična plesalka v Casino de Paris, Helene Delangle, ki je dirkala pod psevdonimom »Hellé Nice«. 
Z uspešnim dirkanjem je Philipp pritegnil pozornost tovarniškega moštva Bugattija, ki mu je ponudilo sedež ob zvezdniku Louisu Chironu. V obeh dirkah za tovarniško moštvo je vodil, dokler ni zašel v težave z dirkalnikom. Na dirki za Veliko nagrado Nemčije na legendarnem dirkališču Nürburgring-Nordschlife je imel že veliko prednost pred Chironom, dokler ni mogel zaradi poškodovane obese nekoliko upočasniti, vseeno pa je rešil drugo mesto. Podobno se mu je pripetilo tudi na dirki za Veliko nagrado San Sebastiána, kjer je bil po začetnem vodstvu drugi. Zadnjič je nastopil na dirki 24 ur Le Mansa 1930, kjer je odstopil, nato pa je moral zaradi vse večje prepoznavnosti prekiniti kariero. Umrl je leta 1988.